# 兰屿牛皮消
兰屿牛皮消（学名： Cynanchum lanhsuense；達悟語：Kaminagtagtay），又名兰屿白薇，为萝藦科牛皮消属下的一个种。

## 扩展阅读
- 維基物種上的相關：兰屿牛皮消